# Cobra Spell
Cobra Spell is een Nederlandse metalband opgericht in 2019 te Tilburg, door gitariste Sonia Anubis die eerder bij de Zwitserse metalband Burning Witches en twee jaar bij de Braziliaanse band Crypta speelde. Cobra Spell begon met een aantal heren in de gelederen, maar is inmiddels een band die in zijn geheel uit vrouwen bestaat. In 2022 tekende de band een platencontract bij het Oostenrijkse label Napalm Records. De band bracht in 2023 haar debuutalbum 666 uit.

## Bandleden

### Huidige bandleden
- Kris Vega - zang (2022-heden)
- Sonia Anubis - gitaar (2019-heden)
- Hale Naphtha - drums (2023-heden)
- Adri Funerailles - gitaar (2025-heden)
- Bel Mena - Bas (2025-heden)

### Voormalige bandleden
- Angelina Vehera - bas (2019-2023)
- Mike Verhof - drums (2019-2020)
- Sebastian Silva - gitaar (2019-2021)
- Alex Panza - zang (2019-2022)
- Léonard Cakolli - drums (2020-2022)
- Esmée van Sinderen - gitaar (2021-2022)
- Pineapple Jess - drums (2022-2023)
- Noelle dos Anjos - gitaar (2022-2024)
- Roxana Herrera - bas (2023-2024)

## Discografie

### Albums
- 1 december 2023 - 666

### Singles
- 14 augustus 2020 - Poison Bite
- 3 februari 2022 - Addicted to the Night
- 29 november 2023 - S.E.X.[2]

### EP's
- 4 september 2020 - Love Venom
- 31 maart 2022 - Anthems of the Night

- MusicBrainz: 67b761eb-5151-4d91-bb3e-1f3d11db7990